# Bruce A. Young
Bruce Arnold Young (ur. 22 kwietnia 1956 w Wilmette w stanie Illinois) – amerykański aktor i scenarzysta. W 1996 był nominowany do Nagrody Gemini za gościnną rolę Carla Robinsona w serialu fantasy Nieśmiertelny.

## Kariera
Występował w dramacie kryminalnym Michaela Manna Złodziej (1981), komedii Ryzykowny interes (1983), dramacie Martina Scorsese Kolor pieniędzy (1986), komedii sensacyjnej Jima Abrahamsa Hot Shots! (1991), dreszczowcu erotycznym Paula Verhoevena Nagi instynkt (1992) i filmie przygodowym Joego Johnstona Park Jurajski III (2001). 
W 1987 był nominowany do nagrody Josepha Jeffersona dla aktora drugoplanowego w sztuce Burza wystawianej w Goodman Theatre w Chicago w Illinois. W 1990 trafił na scenę off-Broadwayu w roli Bobby’ego w spektaklu Elliot Loves w reż. Mike’a Nicholsa z Christine Baranski i Anthonym Healdem. W 2000 zadebiutował na Broadway w roli szlachcica ze Szkocji – Macduffa w Makbecie z Kelseyem Grammerem w roli tytułowej.

## Filmografia

### Filmy
- 1981: Złodziej jako mechanik
- 1983: Ryzykowny interes jako Jackie
- 1986: Kolor pieniędzy jako Moselle
- 1988: Bożyszcze tłumów jako Fraternity Pisser
- 1989: Niewinny człowiek jako Jingles
- 1991: Hot Shots! jako „Red” Herring
- 1992: Nagi instynkt jako Andrews
- 1992: Wstęp wzbroniony jako Raymond
- 1994: Blink jako porucznik Mitchell
- 1994: Naga broń 33⅓: Ostateczna zniewaga jako Tyrone
- 1994: Wojna jako Moe Henry
- 1996: Fenomen jako agent FBI Jack Hatch
- 2001: Park Jurajski III jako M.B. Nash, pilot samolotu grupy
- 2002: Nigdy więcej jako trener samoobrony
- 2002: Champion jako Charles Soward
- 2004: Rogate ranczo jako – głos
- 2005: Edmond jako policjant
- 2010: Dla niej wszystko jako rzemieślnik w windzie

### Seriale
- 1989: Prawnicy z Miasta Aniołów jako Edward Rice
- 1991: Detektyw w sutannie jako Red
- 1991: Zagubiony w czasie jako Butch
- 1991: Słoneczny patrol jako Derek
- 1993, 1996: Nieśmiertelny jako Carl Robinson
- 1995: Z Archiwum X jako Pierre Bauvais
- 1997: Viper jako administrator
- 1996–1999: Gliniarz z dżungli jako kapitan Simon Banks
- 1999: Diagnoza morderstwo jako raper
- 2000: The Drew Carey Show jako Simon Nichols
- 2002: Sprawy rodzinne jako sędzia Leon Carter
- 2002: Jak pan może, panie doktorze? jako policjant Matlin
- 2002: Bez pardonu jako Carl Orchard
- 2003: Puls miasta jako Ronnie Tucker
- 2004: Nowojorscy gliniarze jako Leonard Peeler
- 2004: Dowody zbrodni jako Daryl Booker
- 2005: Chirurdzy jako Tom Maynard
- 2005–2006: Skazany na śmierć jako opiekun w klinice
- 2006: Jednostka jako dr Jimmy Willey